# Élections sénatoriales de 2020 dans les Deux-Sèvres
Les élections sénatoriales dans les Deux-Sèvres ont lieu le dimanche 27 septembre 2020. Elles ont pour but d'élire les sénateurs représentant le département au Sénat pour un mandat de six années.

## Contexte départemental
Lors des élections sénatoriales de 2014 dans les Deux-Sèvres, deux sénateurs ont été élus : Jean-Marie Morisset et Philippe Mouiller.
Depuis, tous les effectifs du collège électoral des grands électeurs ont été renouvelés, avec les élections départementales françaises de 2015, les élections régionales françaises de 2015, les élections législatives françaises de 2017 et les élections municipales françaises de 2020.

## Sénateurs sortants
| Sénateur                     | Sénateur            | Parti | Fonctions lors de l'élection en 2014    |
| ---------------------------- | ------------------- | ----- | --------------------------------------- |
|                              | Jean-Marie Morisset | LR    | Conseiller général                      |
|                              | Philippe Mouiller   | LR    | Conseiller général, maire de Moncoutant |
| Non candidat à sa réélection |                     |       |                                         |

## Collège électoral
En application des règles applicables pour les élections sénatoriales françaises, le collège électoral appelé à élire les sénateurs des Deux-Sèvres en 2020 se compose de la manière suivante:
|                            | Délégués | % collège électoral |
| -------------------------- | -------- | ------------------- |
| Délégués des communes      | 1 029    | 95,37%              |
| Conseillers départementaux | 34       | 3,15%               |
| Conseillers régionaux      | 11       | 1,02%               |
| Députés                    | 3        | 0,28%               |
| Sénateurs                  | 2        | 0,18%               |
| Total                      | 1079     | 100.00%             |

## Présentation des candidats et des suppléants
Les nouveaux représentants sont élus pour une législature de 6 ans au suffrage universel indirect par les 1 077 grands électeurs du département. Dans les Deux-Sèvres, les sénateurs sont élus au scrutin majoritaire à deux tours. Leur nombre reste inchangé, deux sénateurs sont à élire. Il y aura plusieurs candidats dans le département, chacun avec un suppléant.
| N°                | Candidats | Candidats             | Nuance | Principales fonctions                                  |
| ----------------- | --------- | --------------------- | ------ | ------------------------------------------------------ |
| T 1               |           | Nathalie Lanzi        | PS     | Conseillère régionale                                  |
| s 1               |           | Pascal Bironneau      | PS     | Maire de Saint-Loup-Lamairé                            |
|                   |           |                       |        |                                                        |
| T 2               |           | Philippe Mouiller     | LR     | Sénateur sortant, conseiller municipal de Moncoutant   |
| s 2               |           | Marie-Pierre Missioux | DVD    | Conseillère départementale, maire de Cherveux          |
|                   |           |                       |        |                                                        |
| T 3               |           | Gilbert Favreau       | LR     | Président du conseil départemental                     |
| s 3               |           | Sylvie Brunet         | DVD    | Maire de Celles-sur-Belle                              |
|                   |           |                       |        |                                                        |
| T 4               |           | Cyril Giraud          | DVD    |                                                        |
| s 4               |           | Natalie Bégou         | DVD    |                                                        |
|                   |           |                       |        |                                                        |
| T 5               |           | Christine Heintz      | LREM   | Adjointe au maire de Salles                            |
| s 5               |           | Thierry Déchereux     | LREM   | Maire de Brion-près-Thouet                             |
|                   |           |                       |        |                                                        |
| T 6               |           | Cécilia Rochefort     | DVG    |                                                        |
| s 6               |           | Bruno Herbout         | DVG    | Conseiller municipal de Melle                          |
|                   |           |                       |        |                                                        |
| T 7               |           | Xavier Argenton       | UDI    | Conseiller régional, conseiller municipal de Parthenay |
| s 7               |           | Iréna Bardinet        | UDI    | Conseillère municipale d'Échiré                        |
|                   |           |                       |        |                                                        |
| T 8               |           | Rodolphe Challet      | DVG    | Conseiller départemental                               |
| s 8               |           | Anne-Laure Blouin     | DVG    |                                                        |
|                   |           |                       |        |                                                        |
| T 9               |           | Nicolas Gamache       | EÉLV   | Conseiller régional, maire des Châteliers              |
| s 9               |           | Virginie Léonard      | EÉLV   | Conseillère municipale de Coulon                       |
|                   |           |                       |        |                                                        |
| T 10              |           | Arnaud Humbert        | RN     |                                                        |
| s 10              |           | Lucie Chaumeron       | RN     | Conseillère régionale                                  |
| *Sénateur sortant |           |                       |        |                                                        |

## Résultats
| Candidats                | Candidats                | Parti                    | Nuance                   | Premier tour | Premier tour | Second tour         | Second tour         |
| Candidats                | Candidats                | Parti                    | Nuance                   | Voix         | %            | Voix                | %                   |
| ------------------------ | ------------------------ | ------------------------ | ------------------------ | ------------ | ------------ | ------------------- | ------------------- |
|                          | Philippe Mouiller        | LR                       | LR                       | 753          | 68,39        | Élu dès le 1er tour | Élu dès le 1er tour |
|                          | Nathalie Lanzi           | PS                       | SOC                      | 329          | 29,88        | 385                 | 35,81               |
|                          | Gilbert Favreau          | LR                       | LR                       | 266          | 24,16        | 424                 | 39,44               |
|                          | Nicolas Gamache          | EÉLV                     | VEC                      | 250          | 22,71        | 200                 | 18,60               |
|                          | Xavier Argenton          | UDI                      | DVC                      | 191          | 17,35        | Retrait             | Retrait             |
|                          | Cécilia Rochefort        | SE                       | DIV                      | 86           | 7,81         | 66                  | 6,14                |
|                          | Rodolphe Challet         | SE                       | DVG                      | 71           | 6,45         | Retrait             | Retrait             |
|                          | Christine Heintz         | LREM                     | REM                      | 58           | 5,27         | Retrait             | Retrait             |
|                          | Arnaud Humbert           | RN                       | RN                       | 20           | 1,82         | Retrait             | Retrait             |
|                          | Cyril Giraud             | SE                       | DVD                      | 4            | 0,36         | Retrait             | Retrait             |
|                          |                          |                          |                          |              |              |                     |                     |
| Votes valides            | Votes valides            | Votes valides            | Votes valides            | 1 101        | 99,28        | 1 075               | 96,93               |
| Votes blancs             | Votes blancs             | Votes blancs             | Votes blancs             | 2            | 0,18         | 8                   | 0,72                |
| Votes nuls               | Votes nuls               | Votes nuls               | Votes nuls               | 6            | 0,54         | 26                  | 2,34                |
| Total                    | Total                    | Total                    | Total                    | 1 109        | 100          | 1 109               | 100                 |
| Abstention               | Abstention               | Abstention               | Abstention               | 6            | 0,54         | 6                   | 0,54                |
| Inscrits / participation | Inscrits / participation | Inscrits / participation | Inscrits / participation | 1 115        | 99,46        | 1 115               | 99,46               |